# In the Mood for Something Rude
In the Mood for Something Rude es el undécimo álbum de estudio de la banda de rock estadounidense Foghat, publicado el 18 de octubre de 1982 por Bearsville Records.

## Lista de canciones
1. "Slipped, Tripped, Fell in Love" (George Jackson) - 4:18
2. "Bustin' Up or Bustin' Out" (James Edward Fuller, Leroy Hodges, Jr., Marshall Jones) - 3:43
3. "Take This Heart of Mine" (Pete Moore, Smokey Robinson, Marv Tarplin) - 3:08
4. "Love Rustler" (Dennis Linde, Thomas Cain) - 5:48
5. "I Ain't Living Long Like This" (Rodney Crowell) - 4:55
6. "Back for a Taste of Your Love" (Syl Johnson, Darryl Carter, Brenda L. Thompson) - 4:35
7. "There Ain't No Man That Can't Be Caught" (Jimmy Lewis) - 3:44
8. "And I Do Just What I Want" (James Brown) - 3:22

## Listas de éxitos

### Álbum
| Año  | Lista         | Posición |
| ---- | ------------- | -------- |
| 1982 | Billboard Pop | 162      |